# Marie-Anne Paulze Lavoisier

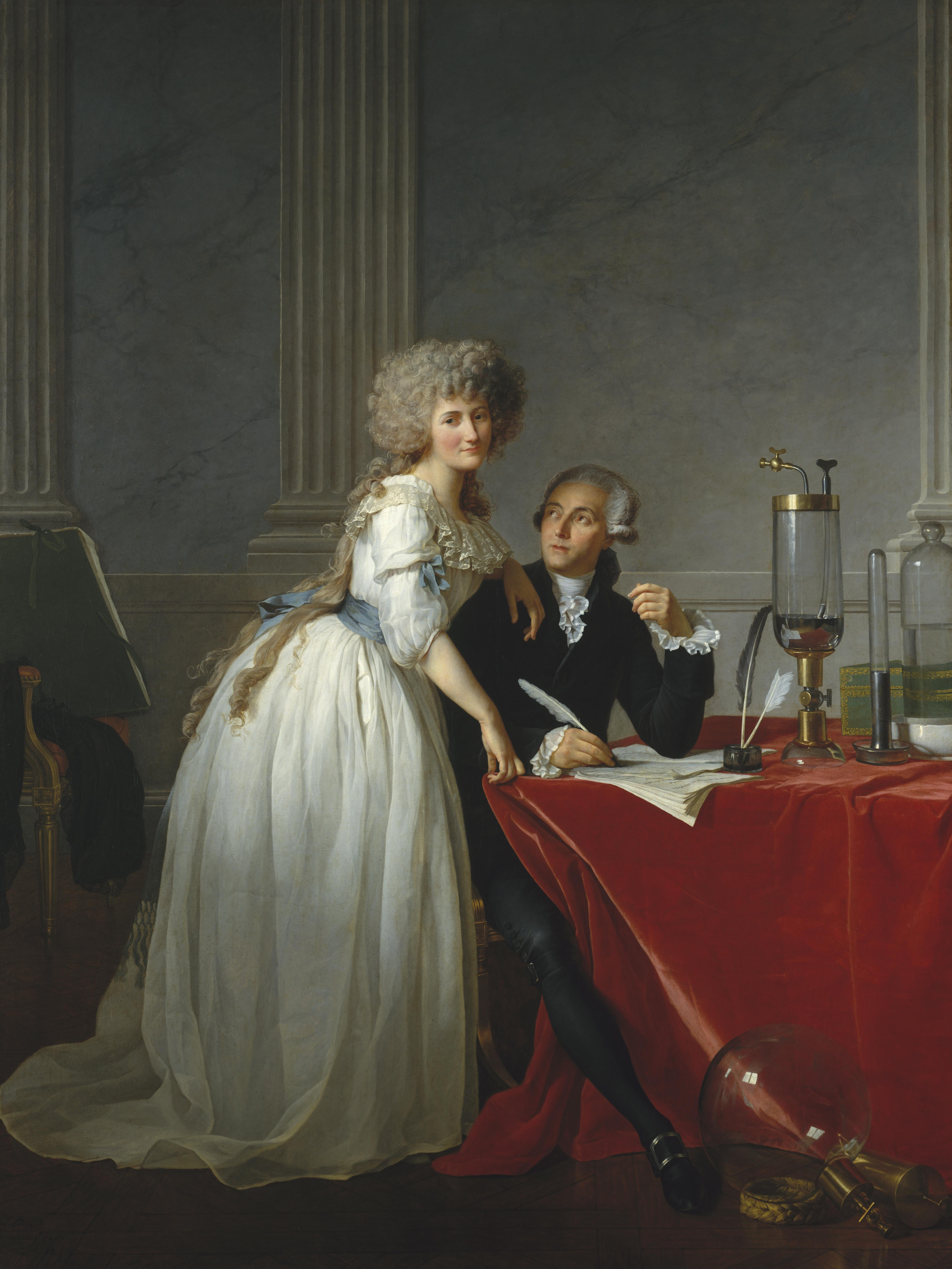
Marie Lavoisier en haar echtgenoot, portret door Jacques-Louis David 1788

Marie-Anne Paulze Lavoisier (geboren als Marie-Anne Pierrette Paulze, januari 1758 in Montbrison – aldaar, 10 februari 1836) was een Frans chemicus en edelvrouw. Ze speelde een cruciale rol in de vertaling van verschillende wetenschappelijke werken en speelde een belangrijke rol bij de standaardisatie van de wetenschappelijke methode.

## Bijdragen aan de chemie
Marie-Anne Paulze Lavoisier kreeg teken- en schilderlessen van Jacques-Louis David en kon zodoende uitstekend de ingewikkelde apparaten die gebruikt werden in het laboratorium tekenen. In het laboratorium werkte zij samen met haar man, de belangrijke chemicus Antoine Lavoisier. Marie-Anne redigeerde tevens de teksten die Antoine schreef. Mede door haar zeer nauwkeurige tekeningen en het verbeteren van de teksten van haar man, werd de zeggingskracht van het werk vele malen groter. Het werd toegankelijker voor veel van hun tijdgenoten en kon daardoor voor een ware omwenteling in de wereld van de chemie zorgen.

## Persoonlijk leven
Marie-Anne was 13 jaar toen ze de vijftien jaar oudere Antoine Lavoisier trouwde. 